# Aeroporto Internazionale di Ushuaia
L'aeroporto internazionale di Ushuaia, delle Malvinas Argentine e della Terra del Fuoco è un aeroporto argentino costruito nel 1995 per rimpiazzare quello vecchio.
È l'aeroporto internazionale più a sud del mondo; qui atterrano i passeggeri che partono per una crociera nell'Antartide.

## Voli storici
L'aeroporto è in grado di ospitare anche Boeing 747: la compagnia di bandiera Aerolíneas Argentinas serve l'aeroporto con l'Airbus A340-300 e A330-200 in occasione di eventi particolari che spingono molta gente verso il sud del mondo.
Air France ha operato anche con il Concorde per due voli charter: nel lontano 1999, un volo proveniente dall'aeroporto di Buenos Aires-Ezeiza atterrò per ripartire verso il Cile. L'anno successivo, nel 2000, un volo proveniente dal Cile atterrò a Ushuaia per poi ripartire verso Buenos Aires.
Condor e LTU International aprirono voli diretti per la Germania, mentre First Choice Airways aprì voli verso il Regno Unito.

## Statistiche
Questo grafico non è disponibile a causa di un problema tecnico.
Si prega di non rimuoverlo.
Vedi la query Wikidata di origine.